# Бои за гору Лысоня
Бои за гору Лысоня — боевые действия между частями 16-го армейского корпуса 7-й армии Российской империи и частями Корпуса Хофмана Южной армии Германской империи, которые велись с 14 августа по 8 октября 1916 года в районе горы (высоты) Лысоня вблизи города Бережаны в ходе Брусиловского наступления во время Первой мировой войны. По плану начавшегося 15 (28) июля 1916 года всеобщего наступления Юго-Западного фронта 7-й армии надлежало овладеть рубежом Галич — Станислав. Впоследствии Директивой Брусилова от 1 (14) сентября армии было приказано наступать на Львов и попутно овладеть Галичем. В связи с этим её командующий Щербачёв поставил перед армией задачу разбить австрийские войска в районе Бережаны — Рогатин — Большовце. Однако усилия 7-й армии принесли русским только ограниченный успех 16-го корпуса в районе к северу от села Потуторы, что позволило 30 сентября — 1 октября взять силами шести пехотных полков этот опорный пункт и, по российским данным, захватить до 4 тысяч пленных. После 6 октября из-за больших потерь и усталости войск русское командование отказалось от дальнейших попыток прорыва к Бережанам и Рогатину. Лишь на Лысоне 7 и 8 октября ещё продолжались столкновения за отдельные участки траншей.
Активное участие в боях за опорный пункт австро-немецкой обороны у Бережан — гору Лысоня — принимал полк (легион) украинских сечевых стрельцов (УСС), входивший в состав 55-й пехотной дивизии Корпуса Хофмана, а с российской — полки дружин Харьковского ополчения 113-й пехотной дивизии 16-го армейского корпуса. Бои за Лысоню стали самым выдающимся и трагическим сражением легиона. По утверждению украинских историков, оборона сечевых стрельцов на заключительном этапе сражения, во время которой полк УСС был окружён и почти полностью уничтожен, оттянула на себя большую часть российских войск, что позволило австро-немецкому командованию подтянуть резервы и в итоге остановить русское наступление на Бережаны. В современной украинской историографии бои за гору Лысоня являются символом военного подвига сечевых стрельцов.

## Предыстория

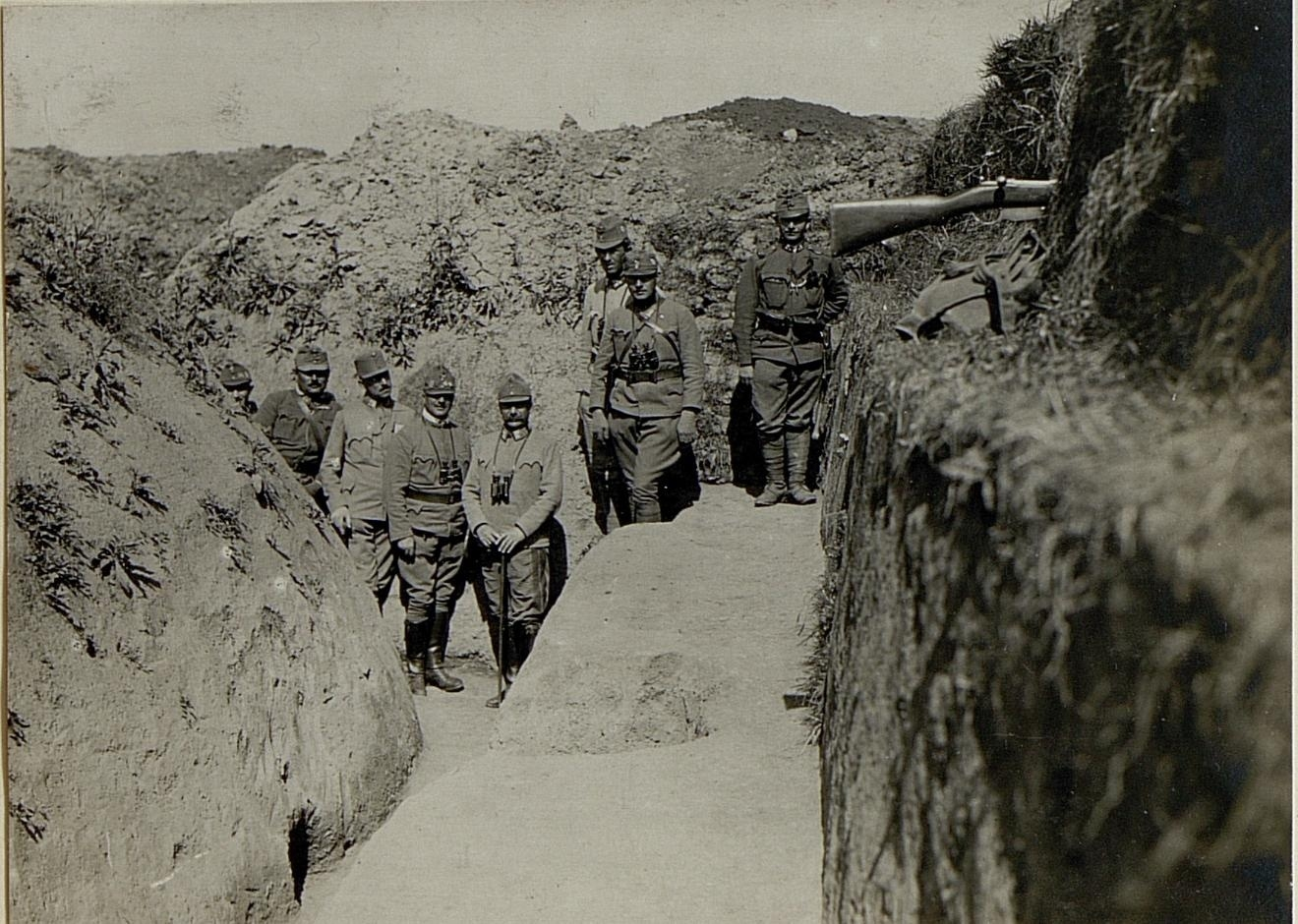
Фельдмаршал-лейтенант Петер Хофман на позициях у реки Стрыпа, 1916 год

К началу российского летнего наступления 1916 года австро-венгерский Корпус Хофмана занимал позиции на реке Стрыпа. Корпус состоял из 54-й и 55-й пехотных дивизий и удерживал 20-километровый участок между Семиковцами — Богатковцами и Буркановом — Гайворонкой. После состоявшегося прорыва русских войск южнее правого фланга корпуса, его командование развернуло часть сил за Гайворонкой, чтобы защитить угрожаемый фланг и получило в качестве пополнения ранее проявивший себя как ненадёжный 19-й ландверный пехотный полк и 309-й гонведский полк, который так же как и 310-й гонведский состоял из маршевых частей и, поэтому был ещё не испытан в бою. Несмотря на хорошо укреплённые позиции, фронт Корпуса Хофмана не считался стабильным. Войска опасались окружения и, как пишет историк Эрнст Рутковски: «Страх прорыва принял на нижнем течении Стрыпы характер эпидемии».
В течение июня — июля австро-венгерским частям на Стрыпе удавалось сдерживать российское давление. Однако ситуация изменилась во второй половине июля — начале августа после начавшегося 15 (28) июля 1916 года наступления Юго-Западного фронта. Его планом 7-й и 9-й армиям отводилась задача овладеть рубежом Галич — Станислав. Продвижение русских к северу и югу от участка обороны корпуса создали угрозу его охвата с флангов. В этих условиях было принято решение отвести войска со Стрыпы за реку Золотая Липа.
С вечера 11 августа по 13 августа Корпус Хофмана совершил в соответствии с приказом отход на лишь в общих чертах подготовленную оборонительную позицию к востоку от Золотой Липы в районе Потуторы — Конюхи — Зборов. К этому времени две его дивизии состояли из разношёрстных частей австрийского ландвера, 103-го пехотного полка (в основном венгерского), 88-го пехотного полка (на четверть немецкого и на три четверти чешского состава) и нескольких других полков, существовавших ещё в мирное время, а также двух батальонов (куреней) полка украинских сечевых стрельцов. Приказ генерала Хофмана от 14-го августа требовал от всех войск удерживать новые позиции любой ценой. Русские войска следовали со всей своей артиллерией за отступающими, поэтому времени на необходимое укрепление позиций было мало. Окопы были отрыты на глубину «по колено» и не обеспечивали защиты от артиллерийского огня.

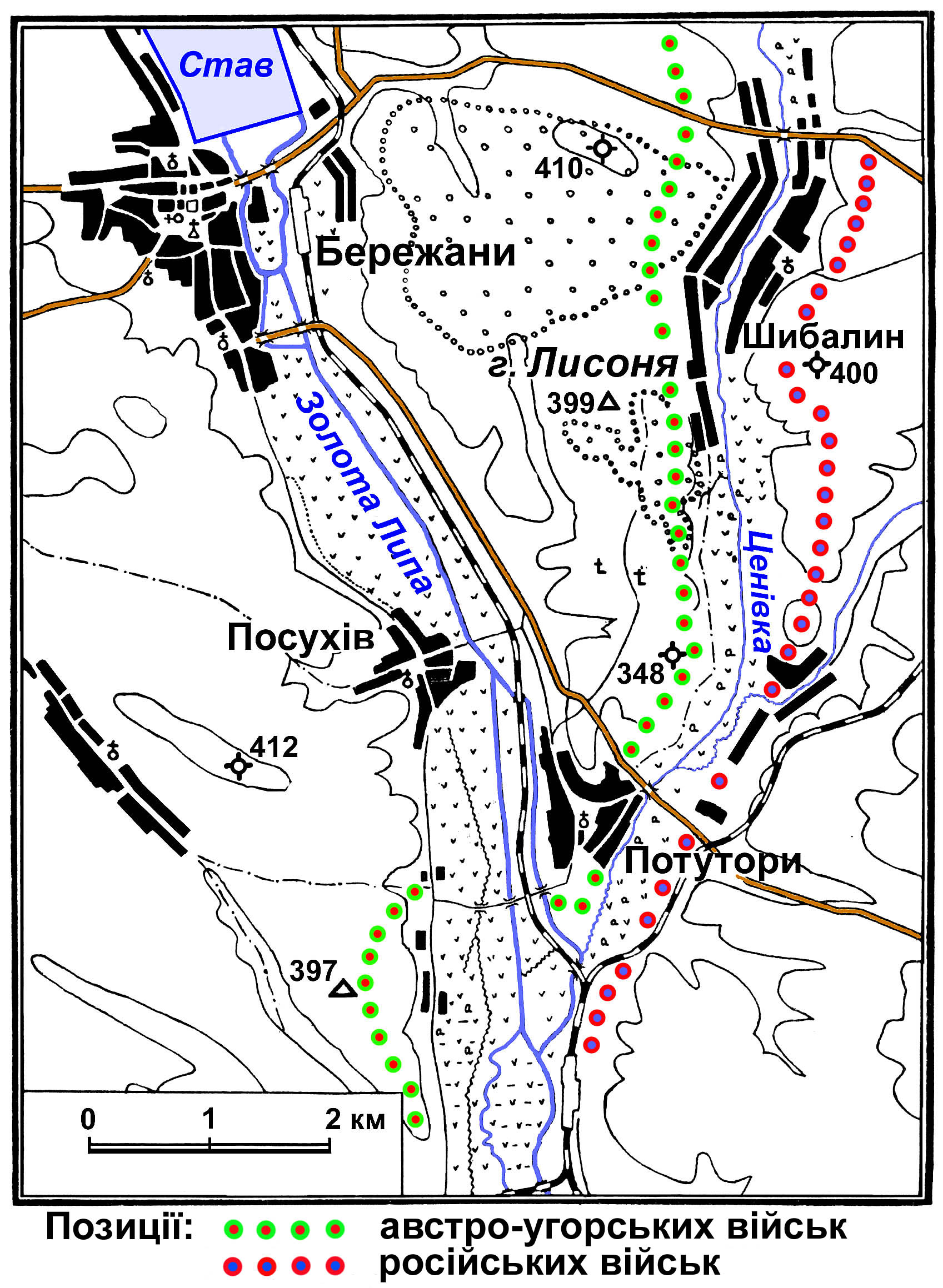
Карта расположения австро-немецких и русский войск вблизи Бережан к началу сентября 1916 года

55-я дивизия заняла оборонительную линию непосредственно напротив Бережан, включая доминирующую высоту Лысоня, перекрывающую путь русским войскам в город. Защита наиболее важного участка обороны дивизии — села Потуторы, железнодорожной линии и дороги с твердым покрытием, ведущих из Подгайцев в Бережаны, была возложена на сечевых стрельцов. Полк УСС в то время возглавил новый командир подполковник Антон Варивода, а его численность составляла 47 офицеров и 1685 стрельцов (согласно Парацию, 1650).
Сведения украинских историков о дате закрепления полка УСС на позиции у Лысони на правом берегу реки Ценевка имеют некоторые различия. Так, Владимир Параций сообщает, что стрельцы начали укрепляться на определённом им рубеже 11—12 августа. Богдан и Елена Луговые пишут о прибытии стрельцов к селу Потуторы в ночь с 12 на 13 августа. Они отмечают, что оборудовать позиции стрельцам пришлось под артиллерийским огнём русской артиллерии. Линия окопов полка УСС начиналась над Золотой Липой, от железнодорожного пути в Потуторах, далее она тянулась юго-восточной стороной обочин Лысони и заканчивалась возле высоты 348 (район железнодорожной станции Жовновка). Пространство от Золотой Липы до дороги в Потуторах занимал 2-й курень УСС, остальную линию — 1-й курень. 8-я сотня 2-го куреня составляла правый южный фланг линии обороны стрельцов, но располагалась отдельно на другой стороне Золотой Липы возле фольварка Миловка и межевала с позициями турецкого галлиполийского 15-го корпуса, располагавшегося по правому берегу Золотой Липы на холме Дикие Ланы. На севере к полку УСС примыкали позиции 35-го стрелкового полка (нем. k.k. Schützenregiment Nr. 35), сформированного из полка «обороны земли» — ландвера.

## Боевые действия

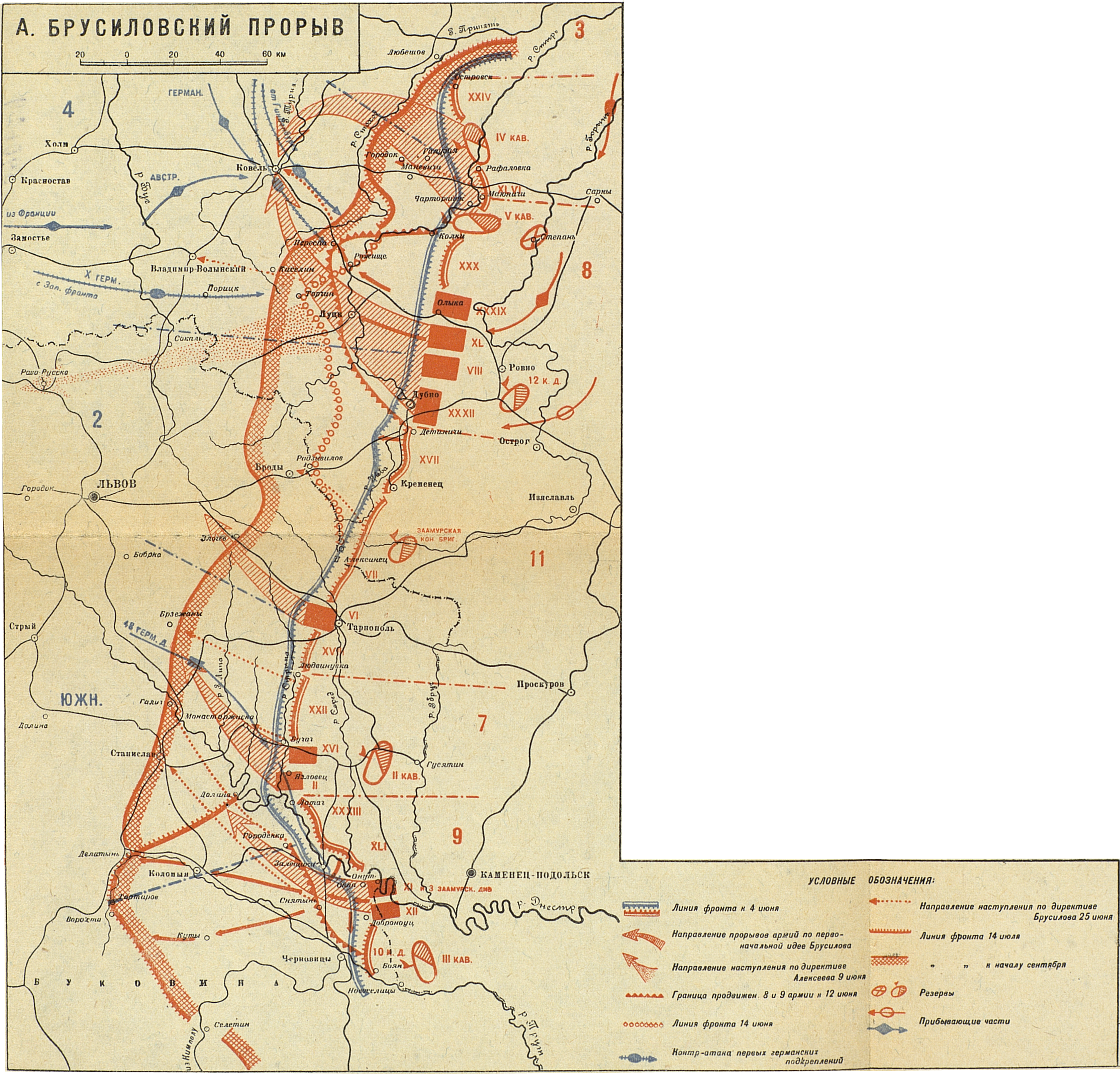
Брусиловский прорыв

### Этапы сражения за Лысоню
Александра Троханяк описывает события как историю полка УСС и делит бои на Лысони на три этапа. Первый — с 14 августа по 4 сентября, второй — с 16 сентября, третий этап — 29—30 сентября. В отличие от Троханяк, историк Эдмунд Глайзе-Хорстенау, изложивший военные события, связанные с обороной Бережан и высоты Лысоня, рассматривает их в контексте действий частей Южной армии и российской 7-й армии и описывает заключительный этап, начиная с 29 сентября и кончая 8 октября 1916 года.

### Первый этап
Утром 14 августа русские начали артиллерийский обстрел австро-венгерской линии обороны, усилившийся к полудню. Особенно сосредоточенно били по позициям у Ценевки на холмах к востоку от Потутор, занятым двумя батальонами 35-го ландверного пехотного полка и расположенными южнее 1-м и 2-м куренями УСС. Эрнст Рутковски отмечает, что передовые посты могли в это время наблюдать приближение русской пехоты. О предстоящей атаке русских на позиции ландвера и 1-го куреня украинских стрельцов свидетельствовал и открывшийся ближе к вечеру в дополнение к артиллерийскому ещё и пулемётный огонь. В тот момент данный участок обороны не был защищён проволочными заграждениями и это открывало русским свободный путь для атаки. Они этим воспользовались и с наступлением темноты пошли на штурм, пока украинцы ещё находились под плотным артиллерийским огнём. Как пишут Богдан и Елена Луговые, атаковал 450-й Змиевский полк 113-й дивизии под командованием полковника фон Копшталя.
Атаку на 35-й пехотный полк отразили огнём пехоты, однако на участке 1-го украинского куреня события развивались иначе. Здесь по приказу командования 129-й пехотной бригады с наступлением темноты две роты 35-го полка должны были сменить две роты украинцев. Замена задерживалась и в 21:45 всё ещё не состоялась. В условиях боя 35-й полк утратил связь с 1-м куренём УСС, в то же время с правого фланга командиру полка доложили о звуках боя и криках «ура». На это командир 35-го пехотного полка сразу приказал своей резервной роте занять оборону против предполагаемого прорыва русских на украинском участке, а предназначенным к смене двум ротам дал команду готовить контратаку. Тем временем командиру полка УСС Вариводе также сообщили о прорыве русскими позиций левофланговой роты 1-го куреня, с которым у него также оборвалась телефонная связь. Для организации контратаки он запросил у командования бригады и получил в помощь резерв, 2-й батальон 88-го пехотного полка. Далее бой вёлся в темноте и, несмотря на ожесточённое сопротивление, русских ещё до полуночи выбили с украинских позиций. Вместе с тем, по мнению командира корпуса, подразделения левофлангового 1-го украинского куреня оказали слишком слабое сопротивление и преждевременно оставили свои позиции. Тем не менее, по замечанию Эрнста Рутковски, несомненно, что часть отступивших немедленно присоединилась к контратаке. В ночном бою 14 августа потери полка УСС только ранеными составили 54 человека. Как отмечает Рутковски, об ожесточённости ближнего боя свидетельствует большинство ранений: штыковых и огнестрельных. В бою УСС потерял пропавшими без вести 142 человека, однако на следующий день кавалерийские патрули подобрали за линией фронта и вернули назад 72 из них. По приказу Хофмана 1-й курень пополнили до полной численности четырёх рот людьми из 2-го куреня капитана Горука, а ослабленный 2-й курень сняли с фронта и направили на окопные работы на второй линии. Однако пребывание 2-го куреня в тылу продлилось недолго, потому что боевая обстановка потребовала полной мобилизации всех подразделений корпуса.
Российское давление в августе на фронте Золотой Липы продолжалось. Однако прорывов, которые могли бы привести к критическим ситуациям, не произошло. Вместе с тем южнее, на Днестре, возникла угроза флангу обороны Южной армии на Золотой Липе. Чем благоприятнее складывалась обстановка для русских, тем интенсивнее становились их атаки на дивизии и корпуса правого фланга, включая Корпус Хофмана, который как и остальные части были объединены в германскую Южную армию, потому что в результате войны на три фронта и понесённых потерь австро-венгерская армия уже не могла самостоятельно оборонять южную часть Восточного фронта. Сюда всё чаще перебрасывались немецкие дивизии, которым поручалось «зачищать русские прорывы». В течение последних двух недель августа Корпус Хофмана вёл позиционную войну и более-менее интенсивные артиллерийские обстрелы. Однако, начиная с 31 августа, русские постепенно продвигались к Галичу и севернее, а их артиллерийский обстрел становился всё интенсивнее и свидетельствовал о серьёзности наступательных намерений.
К русскому штурму австрийцы готовились, в частности командир 131-й пехотной бригады генерал-майор Блюм придал 35-му пехотному полку две сотни 1-го куреня УСС. Первая заняла позицию на полковом левом фланге. Вторую оставили в резерве. 1-му куреню капитана Лесняка с двумя оставшимися сотнями надлежало быть готовым к возможной контратаке. В ночь со 2 на 3 сентября русские (450-й
Змиевский полк 131-й пехотной дивизии) пошли на штурм на фронте около 1000 м. Их атакующие лавины смяли позиции 35-го пехотного полка и проникли в пересечённую, холмистую местность к юго-востоку от Бережан и окрестный лес. В момент прорыва погиб командир 1-й сотни (по другим данным, попал в плен), но его заменил легионер-фенрих Стефан Глушко и сотня, отделённая от рот 35-го полка, успешно отбивалась от русских на своём фланге. С рассветом русские обошли 103-й пехотный полк с фланга и выбили его с занимаемых позиций. В сумятице боя 1-й курень остался без связи со штабом 35-го полка, поэтому Лесняк, действуя по своему усмотрению, атаковал русских везде, где они появлялись, проявляя при этом максимальную осторожность, чтобы не допустить окружения. Обнаружив свою 2-ю роту в резерве, он задействовал её и отступающие остатки 35-го и 103-го пехотных полков. В какой-то момент Лесняк с его штабом даже был захвачен русскими в плен, но вскоре отбит подоспевшими стрельцами.
4 сентября бои продолжились с неослабевающей интенсивностью. Русские, пытаясь добиться решающего прорыва, атаковали 6 раз. Обе стороны несли большие потери. Так, за три сентябрьских дня Легион УСС потерял в боях большую часть своего личного состава, а из 44 его командиров осталось лишь 16. Только после энергичной совместной контратаки автро-венгерских и германских войск, длившейся вторую половину дня, удалось выбить русских из зоны прорыва и вернуть утраченные исходные позиции.
Потерпев после первых успехов неудачу на направлении Бережан, русские стали искать слабое место в обороне Южной армии. Теперь они попытались прорваться на стыке позиций турецкого 15-го корпуса и Корпуса Хофмана. 6 сентября русские провели разведку и сразу приступили к штурму. Ослабленным предыдущими боями украинским стрельцам и другим подразделениям австро-венгерского корпуса довелось вмешиваться, когда русские в некоторых местах прорывались через турецкие окопы, но затем вынуждены были отступать. В тот день на высоте Лысоня доходило до ожесточённых рукопашных боёв. Это повторялось несколько раз и в последующие дни.
Постигнутая неудача не остановила русское командование в стремлении реализовать свои планы. Русские полки продолжали безуспешно атаковать Корпус Хофмана у Бережан, который якобы мог им создать фланговую угрозу. Как пишет Рутковски: «Русские не могли знать, что он по своему потенциалу был не способен на это». В случае серьёзного прорыва противника корпус зависел от поддержки армейских резервов. Самостоятельно справиться с опасной ситуацией он был не в состоянии.
Пока шла борьба за Лысоню, ещё в середине августа Брусилов наметил новое наступление. Его директивой от 1 (14) сентября 7-й армии надлежало наступать на Львов и попутно с этим овладеть Галичем. Атака была назначена на 3 (16) сентября. Однако свою директиву Брусилов изменил и, придав 7-й армии в качестве услиления два корпуса 9-й армии, приказал ей атаковать Галич. Вместе с тем командующий 7-й армией генерал Щербачёв поставил перед своими войсками задачу разбить противника в районе Бережаны — Рогатин — Большовцы.

### Второй этап
16 (по другим данным 17) сентября русские войска после артиллерийской подготовки ударили штыковой атакой полков 21-й и 52-й дивизий 3-го Кавказского корпуса от села Рыбники по турецкому 15-му корпусу и в полдень оттеснили турок с части позиций на Диких Ланах, что пролегали к юго-западу от Потутор, и вынудили их отойти на вторую линию обороны. Вследствие образовавшейся бреши русские подразделения вышли в тыл и фланг полка УСС. 2-й курень УСС и подразделения 35-го и 19-го пехотных полков контратаковали их из села Посухов. Окопные бои продолжались до позднего вечера, пока позиции украинцев не были окончательно очищены от русских. В ходе боя штаб 2-го украинского куреня был окружён русскими, но в рукопашной схватке командиру взвода Михаилу Яблонскому с группой легионеров удалось прорвать окружение и спасти штаб от захвата. Однако отбитые у турок окопы русские удержали. В результате линия соприкосновения приблизилась к Бережанам и пролегала по западной околице Потутор.
После боя Украинский легион, как и другие части корпуса, представил к наградам несколько сводных списков солдат, отличившихся в этот день и боях 2—4 сентября. Значительная часть из представлений не получила никакого (положительного) решения командования. Эрнст Рутковски оставил без ответа вопрос: «Могло ли недовольство командира корпуса событиями 14 августа 1916 года иметь столь длительные последствия?».
Продолжая попытку наступления на Львовском направлении, 7-я армия нанесла 22 сентября в районе Диких Ланов «крепкий, но безрезультатный удар» силами 7 дивизий 16-го, 3-го Кавказского, частями 7-го Сибирского и 11-го армейского корпусов. На этом закончилось наступление 7-й армии на Львов. В тот день высоту 399 «Лысоня» штурмовал 449-й Харьковский полк, насчитывавший 1700 рядовых и 47 офицеров. Как пишет Сергей Потрашков: «Несмотря на ураганный огонь вражеских девятидюймовых орудий и проволочные заграждения, к полудню были захвачены две линии окопов и взято более 200 пленных. Австрийцы непрерывно контратаковали. Харьковцы, потерявшие в ходе боя до 50 % своего состава, вынуждены были оставить одну линию неприятельских окопов, но на второй закрепились и отбили все атаки. Утром следующего дня наступление было возобновлено, но вскоре стало ясно, что обескровленные роты ополченцев не в состоянии прорвать вражескую оборону. К четырём часам дня полк был сменён на позиции и выведен из боя».
До конца сентября 1916 года русские продолжали практически беспрерывные атаки на германскую Южную армию. Как пишет Рутковски: «Их командование не смущали неудачи. Они пытались прорваться южнее, затем снова чуть севернее. Схема их атак всегда была одинаковой. После нескольких дней артобстрела они атаковали массированно на узкой полосе фронта, не считаясь с потерями. Давно было известно, что они предпочитают участки фронта, удерживаемые турками, венгерскими частями, а также полками с большим количеством чехов и русинов. Там, где артиллерия обороняющихся не обладала достаточной численностью, чтобы заградительным огнём остановить атакующие волны, достигшие почти полностью разбитых проволочных заграждений, прорыв был неизбежен. Обороняющиеся в окопах подразделения, изрядно потрёпанные артобстрелом, уже не могли отражать атаку стрелковым огнём. Особенно в случаях, когда часть пулемётов была выведена из строя артиллерийскими попаданиями. Только благодаря непрерывному пулемётному огню удавалось (если вообще удавалось) скосить волны наступающих русских».

### Третий этап
К концу сентября украинский полк сечевых стрельцов несколько дней удерживал участок обороны у Потутор протяжённостью около 1800 метров, имея всего около 670 единиц стрелкового оружия. Слева от него на Лысони располагался состоящий из маршевых рот 310-й гонведский пехотный полк, а справа на холме Дикие Ланы — турки. 29 сентября российские войска начали артиллерийский обстрел австрийской обороны в районе Лысони. Уже тогда стало понятно, что это начало нового штурма. 30 сентября после ураганного артогня 7-я армия приступила к решающему штурму позиций Южной армии в направлении на Рогатин. В 2 часа по полудни 3-й Кавказский корпус пошёл через Мечищев южнее Потутор на прорыв обороны 15-го турецкого корпуса. Одновременно 6 полков 16-го корпуса атаковали оборону Корпуса Хофмана к северу от дороги Литятин — Бережаны. Туркам удалось отразить атаку, но русские прорвали оборону венгерского 310-го полка и вышли к Потуторам, где оборонялся малочисленный полк УСС. Около 14:00 командование полка УСС получило телефонограмму от командования бригады с сообщением о русском прорыве обороны венгерского гонведского полка и о переброске резервов. Из этого было понятно, что ситуация стала критической. Резерв, о котором сообщалось, был ротой гонведов, находившейся на другом конце Потутор. Чтобы ускорить её прибытие, командир полка Варивода отправился в тыл на встречу венграм, предварительно предупредив командира 1-го куреня УСС капитана Лесняка не сдавать позиции. Тот знал, что письменный приказ командира 55-й пехотной дивизии запрещал отступление без приказа вышестоящего командования. Однако такой приказ сечевые стрельцы в тот день не получили. Вскоре телефонная связь с бригадой прервалась и Лесняк не смог получить никакой информации от командования. После ухода Вариводы связь с ним также была утрачена, а гонведы не появились. В это время русские хлынули через село в тыл украинцам. Представленные самим себе и атакованные со всех сторон сечевые стрельцы сражались до последнего патрона, прежде чем были сломлены. Как пишет Рутковски, «они выполнили приказ и удержали позицию». Однако украинский полк фактически прекратил своё существование. Лишь нескольким легионерам удалось избежать гибели или плена. Согласно Троханяк, сечевые стрельцы сдались после безнадёжной четырёхчасовой обороны, не дождавшись помощи и боеприпасов.

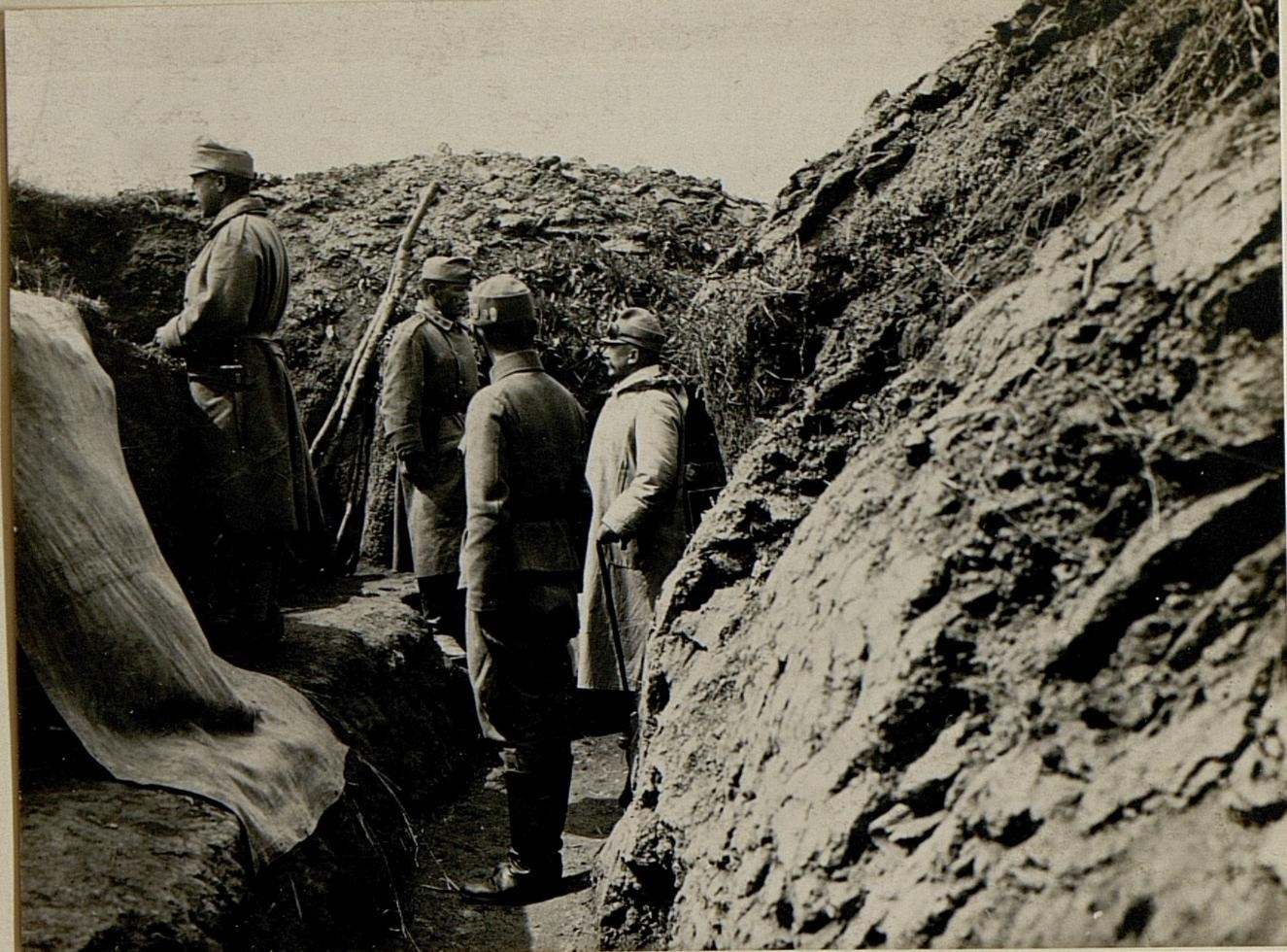
Фельдмаршал-лейтенант Петер Хофман на позициях 309-го гонведского пехотного полка

Русский прорыв удалось блокировать только на второй оборонительной линии, но все контратаки сил резервов Хофмана провалились. Получив известие о неудаче 55-й пехотной дивизии, командующий Южной армией генерал от инфантерии Ботмер направил в Бережаны только что прибывший в Букачивци немецкий 54-й пехотный полк 36-й резервной дивизии и передал его в распоряжение Хофмана для использования в контратаках. 1 октября 16-й корпус стремился развить вчерашний успех на участке севернее села Потуторы. Сперва ему удалось здесь несколько продвинуться, но 54-й пехотный полк остановил его на горе Лысоня. Вечером того же дня 55-я пехотная дивизия вместе с немецкими подкреплениями пытались вернуть утраченные позиции у устья реки Ценевки, впрочем их действия были безуспешными. 2 октября 16-й корпус на короткое время овладел Лысоней, однако 54-й пехотный полк контратаковал русских и немедленно отбил этот опорный пункт.
О тех событиях историк Андрей Зайончковский писал: «На этот раз в боях 17 (30) и 18 сентября (1 октября) части ХѴІ. корпуса имели значительный местный успех в районе к северу от Потутор, завладели этим пунктом и захватили до 4 тысяч пленных».
3 октября 1916 года в штаб Южной армии пришла телеграмма из корпуса об утрате полка сечевых стрельцов (словами Рутковски, о событии, которого можно было избежать и потому ещё более неприятном). Корпус Хофмана сообщал, что Украинский легион, насчитывавший 18 офицеров и 697 рядовых, практически полностью уничтожен, а всё его оружие, включая пулемёты, попало в руки русских. Остались лишь один офицер и 18 рядовых, а также часть технической (сапёрной) роты.
4 октября после полудня русская артиллерия повела огонь по линии обороны Корпуса Хофмана, который усилился к вечеру, а утром 5 октября превратился в заградительный. В 10 часов утра началась мощная русская атака на Мечищев и Бережаны. Атакующим удалось прорваться у Посухова и на Лысони, однако контратака 309-го гонведского пехотного полка отбросила русских за Золотую Липу, в то время как 54-й пехотный полк выбил прорвавшихся из окопов на Лысони. В полдень русская атака повторилась, но также была отражена.
В следующие дни русские продолжили попытки прорыва в Бережаны. На рассвете 6 октября их батареи возобновили огонь, особенно по позициям на Лысони. Собрав силы, они снова атаковали у Потутор, но успеха не имели. К вечеру на участке обороны Корпуса Хофмана наступило затишье. Усталость войск и тяжёлые потери вынудили русское командование отказаться от дальнейших атак. Лишь на Лысоне 7 и 8 октября ещё продолжались бои за отдельные участки траншей.

## Последующие события
После боёв на Лысони для сечевых стрельцов начался процесс восстановления полка, длившийся до марта 1917 года. С этой целью в октябре 1916 года его остатки вывели в учебно-тренировочный центр УСС в Розвадове. Набор добровольцев в легион разрешался австро-венгерскими властями только из числа лиц, признанных негодными к службе с оружием, а также молодежи 1899 и 1900 годов рождения, ещё не участвовавшей в призыве в ландштурм.
Согласно Зайончковскому, в результате всех последующих боевых действий русские войска 7-й армии были вынуждены уступить те небольшие участки неприятельских окопов, которые они захватили, и очистить плацдармы западного берега реки Нараевка, сосредоточив свою оборону по её восточном берегу. Около 10 (23) октября 7-я армия перешла к активной обороне, тем самым завершив кампанию 1916 года.

## Итоги
Попытки российской 7-й армии разбить в сентябре — октябре 1916 года австро-германские войска в районе Бережаны — Рогатин — Большовцы завершились на Бережанском направлении взятием только села Потуторы.
Бои за Лысоню стали самым выдающимся и трагическим сражением Легиона украинских сечевых стрельцов. По заключению Эрнста Рутковского, украинский легион стал жертвой русской тактики: после нескольких дней артобстрела они атаковали массированно на узкой полосе фронта, не считаясь с потерями. За август — сентябрь легион потерял убитыми, ранеными и пленными свыше 1300 человек и фактически перестал существовать. Рутковски, задаваясь вопросом, можно ли было предотвратить потерю Украинского легиона, приняв предусмотрительные меры предосторожности, отмечает, что подобные ситуации случались неоднократно и командование дивизии и корпуса должно было осознавать уязвимость своих позиций. Однако в данном случае обращение к германскому командованию за помощью опоздало более чем на 24 часа и украинцы оказались брошены на произвол судьбы. Он также отмечает: «Не следует забывать, что потеря Украинского легиона и обстоятельства, приведшие к ней, не упоминаются в документах австрийского Генерального штаба. К ошибкам генералов и Генерального штаба в то время всегда относились весьма снисходительно».
Вместе с тем, согласно украинским историкам, сечевые стрельцы связали своими действиями у Потутор большинство русских сил в день решающего штурма 30 сентября 1916 года, что позволило австро-немецкому командованию подтянуть резервы и остановить российское наступление на Бережаны.

## Память

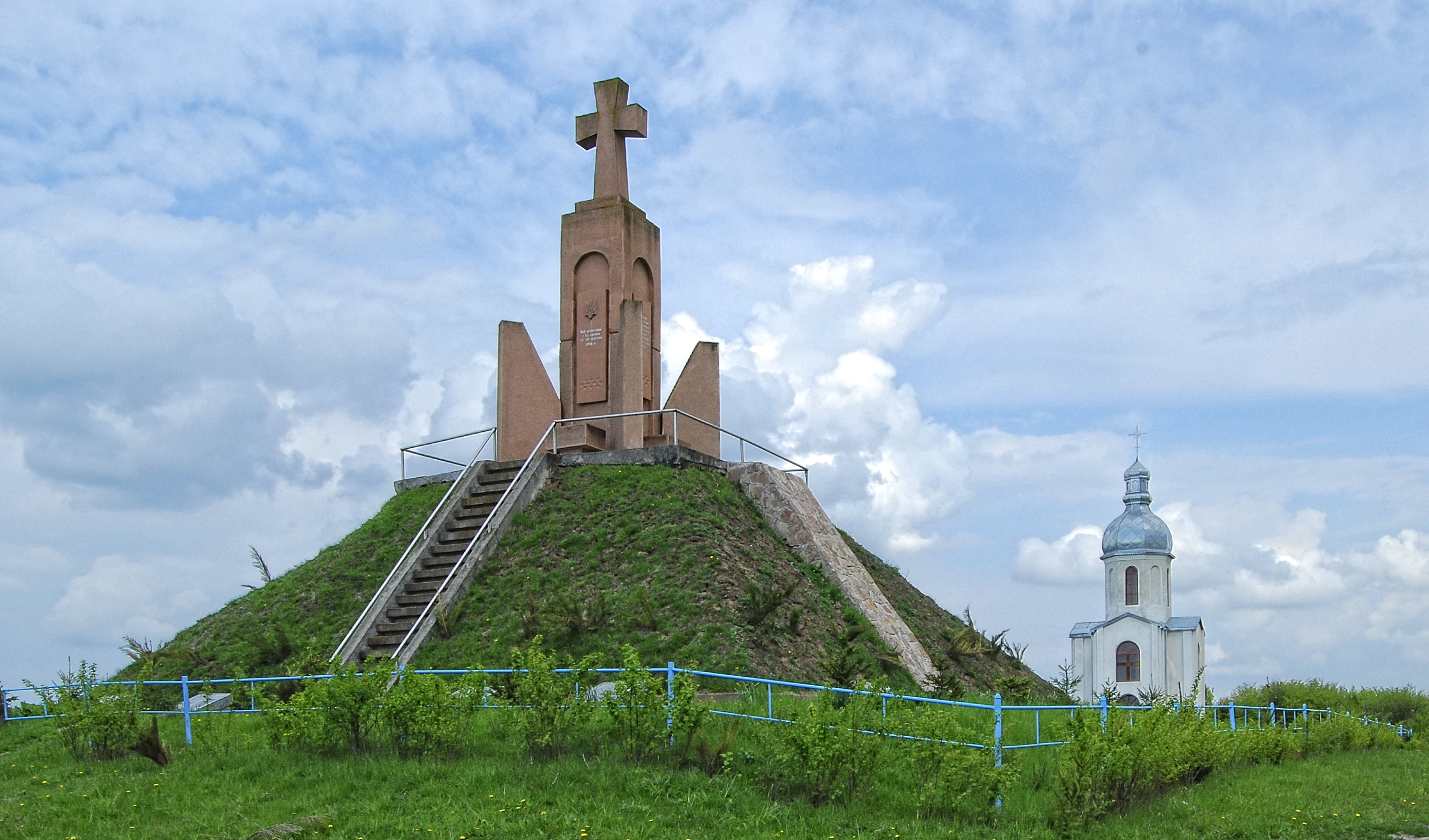
Монумент Украинским сечевым стрельцам на месте боёв на горе Лысоня, село Потуторы

После завершения боевых действий австрийские власти установили у подножия горы Лысоня каменный крест, чтобы отметить место небольшого кладбища. На надгробном камне была написана простая фраза на немецком языке: «Героям Лысони, благодарное Отечество». Вместе с тем поле сражения не было возвращено в довоенное состояние. Окопы на Лысони оставались открытыми, а на каменистой горе даже десять лет спустя были видны человеческие останки. В послевоенные годы гора стала местом паломничества не только для тех, кто потерял своих сыновей, мужей и отцов, но и для тех, кто хотел почтить память павших героев и искал вдохновение, движимый идеей создания Украинского государства. День поминовения погибших на Лысони приходился на День Святой Троицы.
В 1920—1930-х годах украинской общественностью Восточной Галиции были приняты меры по увековечению памятных мест национальной военной истории. В результате в 1927 году в память о погибших стрельцах на Лысони создали символический мемориал в виде насыпанного кургана-памятника. В советское время памятник, считавшийся проявлением «украинского буржуазного национализма», был осквернён и обречён на забвение. Однако в 1990 году могилу стрельцов на горе Лысоня упорядочили, а в сентябре 1994 года здесь установили мемориальный монумент.

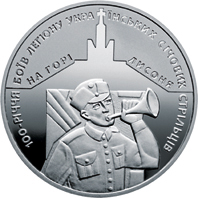
Юбилейная монета НБУ номиналом 5 грн., посвящённая боям сечевых стрельцов на горе Лысоня

В независимой Украине Лысоня является символом военного подвига сечевых срельцов и важным физическим элементом украинской национальной идентичности.

### Комментарии
1. ↑  Гора Лысоня расположена вблизи села Потуторы к востоку от села Шибалин и в 4 км от города Бережаны. Она представляет собой доминирующую высоту (399 м) горбовидного холмистого кряжа, простирающегося вдоль правого берега речки Ценюв (также Ценевка)[1][2].
2. ↑  55-я пехотная дивизия (нем. k.u.k. 55. Infanteriedivision) являлась соединением военного времени и входила в состав Корпуса Хофмана Южной армии. Впервые cформирована в октябре 1914 года. Второе формирование дивизии происходило в феврале 1916 года[3][4][5]. С февраля 1916 года командовал дивизией генерал-майр Феликс Риттер Уншульд фон Меласфельд (нем. Feliks Ritter Unshuld fon Melasfeld)[6][7].
3. ↑  113-я пехотная дивизия формировалась в 1915 году из военнообязанных запаса 3-й очереди в составе 449-го Харьковского, 450-го Змиевского, 451-го Пирятинского и 452-го Кролевецкого полков. Дивизия входила в состав 16-го армейского корпуса (по данным Потрашкова, 34-го армейского корпуса) 7-й армии Юго-Западного фронта. Первым полком дивизии был 449-й Харьковский. Его сформировали в феврале 1916 года из трёх дружин Харьковского ополчения. Командовал полком генерал Будзилович[8][9].
4. ↑  В Легионе украинских сечевых стрельцов курень был тактическим подразделением, аналогом батальона. Легион/полк УСС состоял из 2 куреней, каждый из которых включал 4 сотни (по 100—150 человек в каждой)[14][11].
5. ↑  Сергей Чуев пишет, что боевые действия российских войск против австрийской обороны в районе Лысони начались 12 августа. Второй этап последовал с 16 сентября, а третий — 29 сентября[19].
6. ↑  События боя на Диких Ланах 22 сентября 1916 года изложил историк Антон Керсновский: «Весь бой под Диким Ланом велся на штыках — пощады не просили и не принимали. Турки (19-я и 20-я пехотные дивизии) оказали бешеное сопротивление. Поле сражения осталось поделенным перпендикулярно исходному положению — как некогда при Цорндорфе. Наши трофеи составили 112 офицеров, 2268 нижних чинов — почти сплошь австро-германцев, так как турки не сдавались. Ночью 15-й турецкий корпус был отведен в резерв и сменен германскими 119-й и 216-й пехотными дивизиями»[35].
7. ↑  Как сообщают Богдан и Елена Луговые, пробились в Бережаны командир полка Варивода с группами взводных И. Цяпки и Г. Трухи. В тылу осталась невредимой техническая сотня[43].